# Mnemea laosensis
Mnemea laosensis är en skalbaggsart som beskrevs av Stefan von Breuning 1963. Mnemea laosensis ingår i släktet Mnemea och familjen långhorningar.
Artens utbredningsområde är Laos. Inga underarter finns listade i Catalogue of Life.